# Ombudsstellen in der Kinder- und Jugendhilfe
Ombudsstellen in der Kinder- und Jugendhilfe sind unabhängige Beratungs- und Beschwerdestellen, an die sich Kinder, Jugendliche, heranwachsende junge Menschen und ihre Familien bei Konflikten mit dem Jugendamt oder mit leistungserbringenden Jugendhilfeträgern wenden können.

## Ombudsstellen
Solche Einrichtungen arbeiten in der Kinder- und Jugendhilfe nach dem Konzept Ombudschaft: Um strukturelle Machtasymmetrien auszugleichen, erhalten die Ratsuchenden mit Blick auf ihre Rechte und individuellen Rechtsansprüche Information, Beratung und ggf. Unterstützung in der Konfliktbewältigung. Zudem beinhaltet die ombudschaftliche Tätigkeit fachpolitische Aktivitäten (z. B. Öffentlichkeitsarbeit, Fachveranstaltungen).
Ombudschaft in der Kinder- und Jugendhilfe bedeutet:
- unabhängige[4] Information, Beratung und Vermittlung in Konflikten mit dem öffentlichen oder freien Träger der Jugendhilfe
- eine Form des Machtausgleichs in der stark asymmetrischen Struktur der Jugendhilfe, insbesondere in Konfliktkonstellationen. Die fachlich fundierte Parteilichkeit für die Inanspruchnahme individueller Rechte und Rechtsansprüche von jungen Menschen und ihren Familien ist Grundlage des ombudschaftlichen Handelns. Dazu gehört, die strukturell unterlegene Partei im jugendhilferechtlichen "Dreiecksverhältnis" (Behörde/Freie Träger/Anspruchsberechtigte) unabhängig zu beraten und ggf. in der Konfliktbewältigung mit einem öffentlichen und/oder freien Jugendhilfeträger zu unterstützen. Damit unterscheidet sich Ombudschaft von anderen Verfahren der Konfliktbeilegung wie Anrufen der Verwaltungsgerichte, Mediation, Clearing, Schlichtung oder anwaltliche Vertretung.
- neben der individuellen Beratung umfasst die ombudschaftliche Tätigkeit auch die (fach-)politische Lobbyarbeit für eine bedarfsgerechte und adressatenorientierte Jugendhilfe und eine Sozialpolitik, die „positive Lebensbedingungen für junge Menschen und ihre Familien“ (§ 1, Abs. 3, Satz 4 SGB VIII) schafft.

## Ombudschaftliche Strukturen in der Bundesrepublik Deutschland
Die erste Ombudsstelle in der Kinder- und Jugendhilfe, der Berliner Rechtshilfefonds Jugendhilfe (BRJ) e.V., wurde 2002 gegründet.
Das Bundesnetzwerk Ombudschaft in der Jugendhilfe e.V. als Zusammenschluss unabhängiger Ombudsstellen im Bundesgebiet besteht seit 2008 und dient dem Fachaustausch, der Qualifizierung und Weiterentwicklung ombudschaftlicher Arbeit in der Kinder- und Jugendhilfe. Das Netzwerk, das sich auf zentrale Qualitätskriterien ombudschaftlicher Arbeit verständigt hat, zählt mit Stand Juli 2021 insgesamt 17 Ombudsstellen und kooperierende Einrichtungen in 14 Bundesländern. Im Jahr 2020 zählten die Mitglieder des Bundesnetzwerks und die kooperierenden Einrichtungen insgesamt ca. 160 ehrenamtlich und ca. 33 hauptamtlich tätige Personen. Insgesamt sind die ombudschaftlichen Strukturen im Bundesgebiet von hoher Heterogenität und Dynamik geprägt, unter anderem hinsichtlich der Organisationsstrukturen und der Ressourcen vor Ort.

## Rechtliche Grundlagen
Mit Inkrafttreten des Kinder- und Jugendstärkungsgesetz am 10. Juni 2021 wurde das SGB VIII geändert, der § 9 a benennt dort Ombudsstellen; damit sind Ombudsstellen in der Kinder- und Jugendhilfe gesetzlich verankert:
§ 9a SGB VIII Ombudsstellen
In den Ländern wird sichergestellt, dass sich junge Menschen und ihre Familien zur Beratung in sowie Vermittlung und Klärung von Konflikten im Zusammenhang mit Aufgaben der Kinder- und Jugendhilfe nach § 2 und deren Wahrnehmung durch die öffentliche und freie Jugendhilfe an eine Ombudsstelle wenden können. Die hierzu dem Bedarf von jungen Menschen und ihren Familien entsprechend errichteten Ombudsstellen arbeiten unabhängig und sind fachlich nicht weisungsgebunden. § 17 Absatz 1 bis 2a des Ersten Buches gilt für die Beratung sowie die Vermittlung und Klärung von Konflikten durch die Ombudsstellen entsprechend. Das Nähere regelt das Landesrecht.